# نوک‌شاخ نارکوندام
 نوک‌شاخ نارکوندام (نام علمی: Rhyticeros narcondami) نام یک گونه از تیره نوک‌شاخ است.